# 電眼少女隊
電眼少女隊（Electroeyes Girls）是中國女子偶像團體SNH48的一個衍生團體，成立於2016年6月11日，由莫寒、王曉佳、孫芮、陳觀慧、錢蓓婷、汪束、陳音與張嘉予8人組成，組成概念是針對高端電競和遊戲直播市場的女子偶像組合，團員所屬的經紀公司均為上海丝芭文化传媒有限公司。

## 成員
| 姓名   | 所屬團體       | 出生日期      | 血型 | 出身地           |
| ------ | -------------- | ------------- | ---- | ---------------- |
| 莫寒   | SNH48 Team SII | 1992年1月7日  | O型  | 中国貴州遵义     |
| 王曉佳 | SNH48 Team X   | 1993年5月31日 | B型  | 中国湖南长沙     |
| 孫芮   | SNH48 Team SII | 1995年7月29日 | A型  | 中国黑龍江哈爾濱 |
| 陳觀慧 | SNH48 Team SII | 1993年8月28日 | A型  | 中国廣東湛江     |
| 錢蓓婷 | SNH48 Team SII | 1995年5月7日  | O型  | 中国上海         |
| 汪束   | SNH48 Team X   | 1997年5月8日  | O型  | 中国江苏         |
| 陳音   | SNH48 Team XII | 1999年12月5日 | A型  | 中国上海         |
| 張嘉予 | SNH48 Team X   | 2001年6月15日 | B型  | 中国浙江杭州     |

## 概要

### 結成背景
2016年絲芭傳媒戰略發布會現場發布組合組成訊息，「電眼少女隊」國內電子競技和遊戲視頻直播市場發展迅速，其用戶群和大型女子偶像團體的粉絲群具有較大的重疊區間，用戶對區別於普通遊戲主播的高端明星級偶像的出現極為期待，電眼少女隊將由SNH48及各姐妹團體成員中的遊戲高手組成，最終成員名單將擇日公布。電眼少女隊將通過各類針對電競和遊戲直播的綜藝節目，音樂舞蹈和MV作品，參與包括視頻直播在內的各類線上線下活動來拓展粉絲群體。首檔專屬節目「超神偶像」於6月11日晚9:00在鬥魚TV正式開播。

## 經歷
2016年
- 4月20日，絲芭傳媒戰略發布會現場發布組合組成訊息[1]。
- 6月6日，釋出電眼少女隊首檔專屬綜藝節目「超神偶像」撥出訊息[2]。
- 6月11日，首檔專屬綜藝節目「超神偶像」首播[3]。

## 專屬節目

### 網路節目
| 節目名稱                   | 播出時間                     | 播出平台 | 備註            |
| -------------------------- | ---------------------------- | -------- | --------------- |
| 超神偶像（Legendary Idol） | 2016年6月11日－2016年9月10日 | 鬥魚TV   | 每周六21:00直播 |

## 外部連結
- SNH48官方網站 （页面存档备份，存于）